# Alessandro Gregorio Capponi

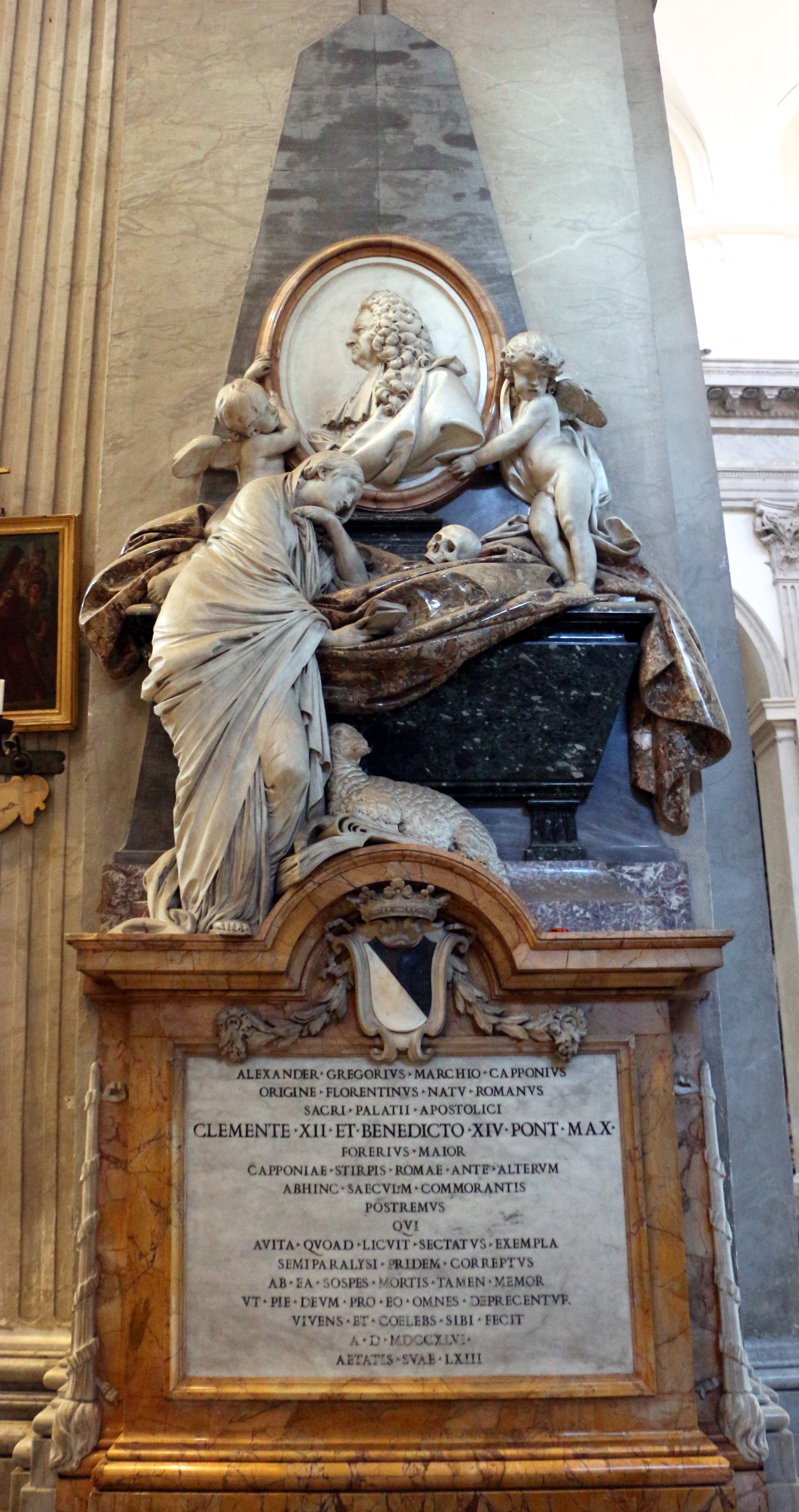
Monumento di Alessandro Gregorio Capponi in San Giovanni dei Fiorentini a Roma, di Ferdinando Fuga con sculture di Michelangelo Slodtz

Alessandro Gregorio Capponi (Roma, 12 marzo 1683 – Roma, 21 settembre 1746) è stato un museologo, nobile e collezionista italiano.

## Biografia
Ultimo rappresentante del ramo romano della famiglia, era figlio del marchese Francesco Ferdinando e di Ottavia Giustiniani. Abitava nel palazzo di famiglia, in via di Ripetta, dove raccolse una straordinaria biblioteca di letteratura italiana e un museo privato di antichità. Legato a Lorenzo Corsini, poi papa Clemente XII, il 28 ottobre 1730 fu nominato Foriere maggiore (carica che mantenne anche con Benedetto XIV) e Cameriere segreto del pontefice.

### La biblioteca
A vent'anni, nel 1703, a Firenze acquistò i primi volumi, come scrisse sul diario oggi conservato alla Biblioteca Apostolica Vaticana. Acquisì in un primo tempo testi di autori italiani - escludendo quindi i classici greci e latini e opere storiche, filosofiche e politiche. Amava collezionare testi della tradizione fiorentina.
A partire dal 1710 acquistò anche manoscritti e rare edizioni di grandi classici italiani del Trecento: nel 1711 una editio princeps di Francesco Petrarca, nel 1715 l'edizione giuntina del 1527 di Giovanni Boccaccio, e nel 1717 una copia antica del manoscritto laurenziano del Decameròn.

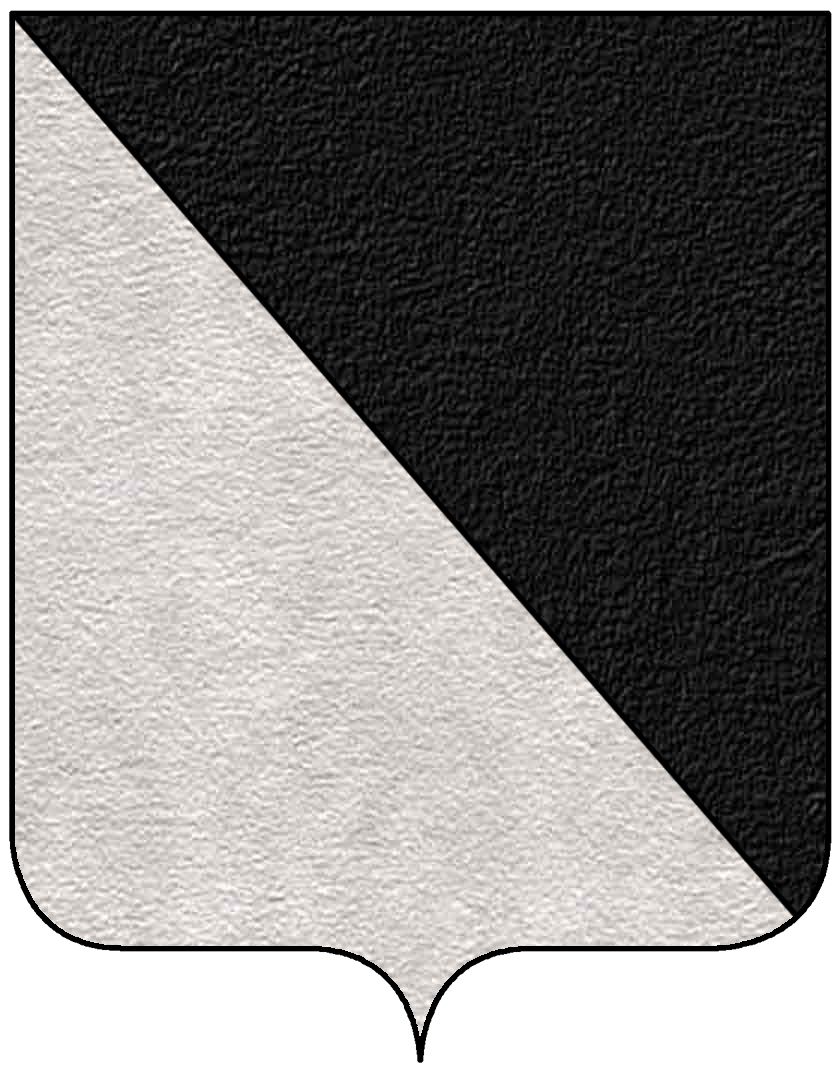
Scudo della famiglia Caponi

Strinse rapporti con letterati fiorentini del tempo, tra cui il filologo Antonio Maria Biscioni e il grecista Anton Maria Salvini, che gli procuravano codici rari e iniziò un carteggio con il poeta Apostolo Zeno.
Nel 1734 la sua libreria, situata al secondo piano del suo palazzo e impreziosita da una raccolta di vasi etruschi, fu danneggiata da un incendio, Nel 1734 Capponi compì un viaggio per acquisire opere manoscritte e a stampa, a Viterbo, a Perugia, a Siena e a Firenze.

### Oggetti di scavo, incisioni, dipinti
Si interessò (dal 1717 al 1725) anche ad oggetti di scavo e ad opere d'arte dell'antichità. Nel suo Diario di acquisti di quadri, oggetti, iscrizioni, dal 26 settembre 1717 al settembre 1746  ricorda di aver acquistato stampe di Albrecht Dürer e di Luca da Leida, quadri di artisti olandesi, ma anche opere di pittori rinascimentali e di manieristi italiani, e dipinti di contemporanei, come Carlo Maratta, Giovanni Paolo Pannini e Gaspar van Wittel. Nel suo museo privato entrarono perfino oggetti curiosi, come un prototipo di penna stilografica trovato dall'Inghilterra nel 1725 e armi da fuoco e da taglio.
Nel 1726, in un colombario dell'Appia antica trovò un affresco romano, raffigurante un architetto (o un agrimensore) e chiese a Pier Leone Ghezzi di disegnarlo e a G. Orazi di inciderlo. L'interesse per gli oggetti di scavo prevalse quindi su tutti gli altri. Fu aiutato da Francesco Ficoroni (1664-1747), studioso e mercante, e dall'arcivescovo storico e bibliofilo Giusto Fontanini, che nel 1725 redasse un primo indice alfabetico, per autore, della biblioteca capponiana.
Fece disegnare ed incidere da G. Piccini i singoli pezzi della sua collezione di piccoli oggetti di scavo, con l'idea di pubblicarla, cosa che non gli riuscì.
A Roma Capponi promosse scavi e ricognizioni per proprio conto: ad aprile 1732 visitò la catacombe dei Santi Marcellino e Pietro; nel 1734 condusse scavi presso San Sisto vecchio e fra il 1743 e il 1745 scavò in una sua vigna, situata fuori Porta del Popolo e nel cortile del suo palazzo murò le iscrizioni trovate.
Fra il 1736 ed il 1744 acquistò quadri e monete, ma vendette le statue moderne.

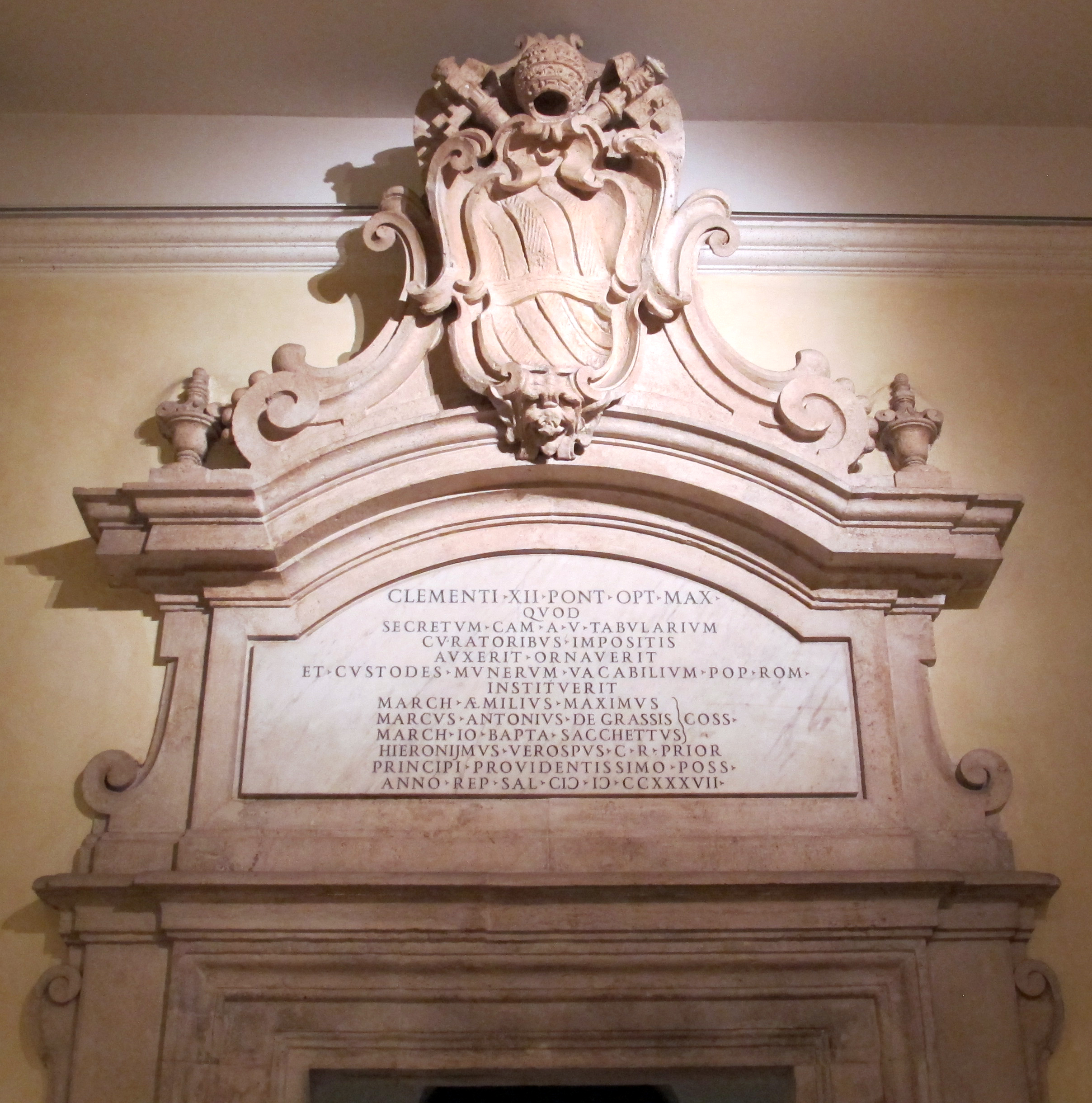
Palazzo dei Conservatori, stemma e lapide di Clemente XII Corsini

### Incarichi
Entrò nel 1722 in relazione con Ludovico Antonio Muratori e nel 1726-27 fece rivivere in Roma l'Accademia dei Quiriti, di cui fu primo Edile e per cui, nel 1730, curò l'edizione di una raccolta di carmi dedicata a Clemente XII.
Fu membro della parigina Académie des inscriptions et belles-lettres. Nel 1731 le autorità capitoline affidarono a lui ed al marchese Girolamo Theodoli il compito di presiedere al restauro dell'arco di Costantino. I lavori furono affidati all'architetto F. Barigioni e allo scultore P. Bracci, che utilizzarono frammenti architettonici di scavo.

### Il Museo Capitolino
Il 15 dicembre 1733 Capponi presentò al pontefice l'atto di acquisto della collezione scultorea del cardinale Alessandro Albani e quindi ottenne l'incarico di sistemarla nei Musei Capitolini. Il materiale scultoreo (408 pezzi) e quello epigrafico furono collocati nel 1734 e Capponi fu nominato Custode e poi Presidente Antiquario, a vita, del Museo.

### Ultimi anni
All'inizio del 1741 un colpo apoplettico ne minò la salute. Nel 1744 il bolognese Ignazio Lucchesini incise in rame il suo medagliere e pose un ex libris su tutti i volumi della sua biblioteca. A giugno del 1742 Capponi commissionò a Ferdinando Fuga ed allo scultore francese Michel-Ange Slodtz (1705–1764) il suo monumento funebre, nella Basilica di San Giovanni Battista dei Fiorentini, a via Giulia. Il 16 settembre 1746 scrisse la sua ultima annotazione, sul diario della sua libreria. Lasciò le sue antichità ai Gesuiti, invece libri e manoscritti alla Biblioteca Apostolica Vaticana.